# Crocifero
Nella liturgia della Chiesa cattolica il crocifero o più raramente crucifero (dal tardo latino crucĭfer, termine composto da crux (croce) e fer (suffisso derivato dal verbo portare)) è il ministrante che ha l'incarico di portare la croce astile.

## Compiti

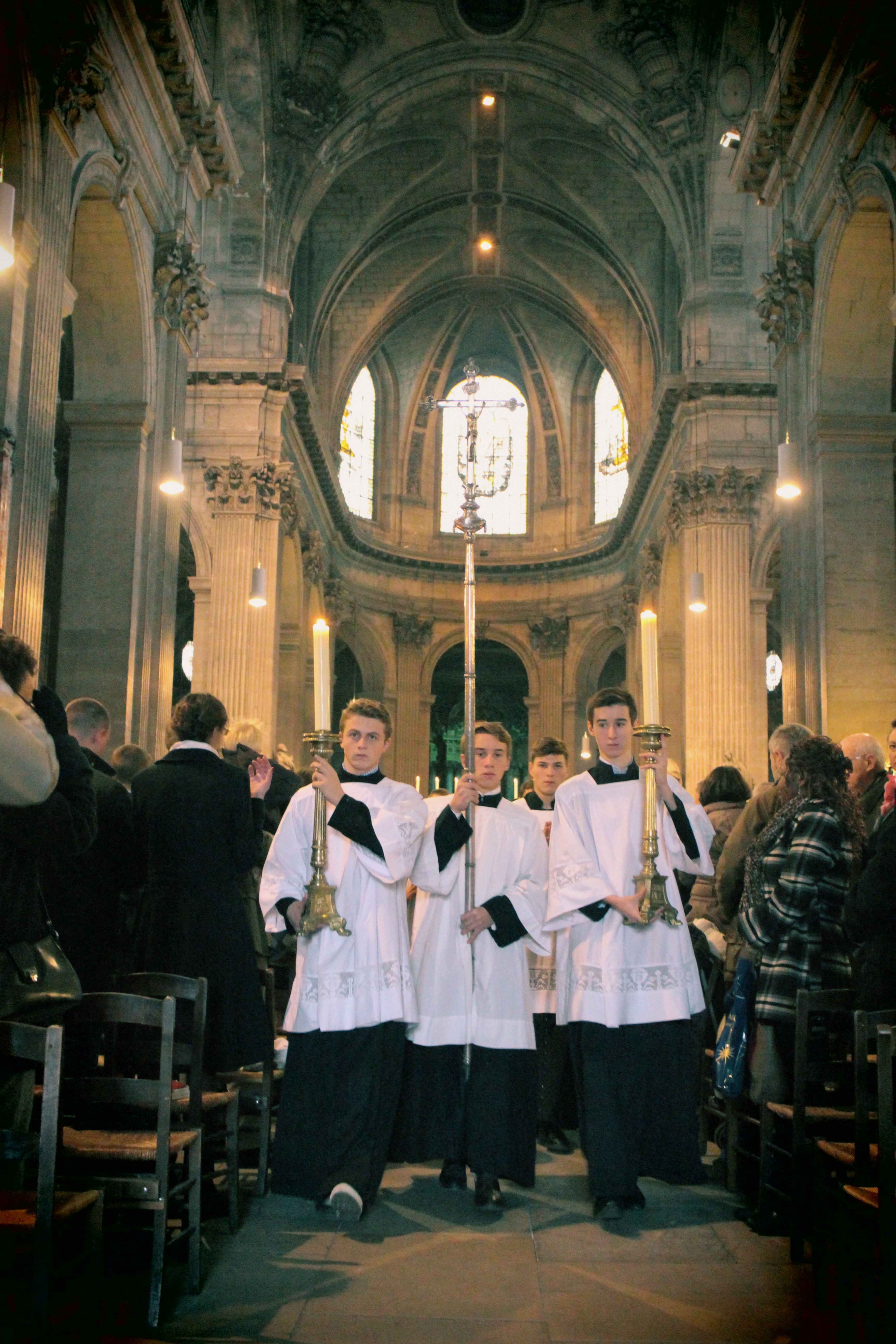
Crocifero affiancato da due ceroferari.

Il crocifero durante la processione liturgica segue il turiferario ed è affiancato dai ceroferari, che si dispongono ai suoi lati. Una volta raggiunto l'altare passando sulla destra si va a disporre dietro allo stesso, rivolto verso il popolo, facendo un breve inchino con il capo al celebrante. Colloca poi la croce nei pressi dell'altare e si siede al proprio posto. La croce astile viene ripresa dal crocifero nei riti conclusivi della celebrazione, durante i quali accompagna il celebrante nel percorso che questi fa per baciare l'altare, deporre eventualmente il Santissimo Sacramento nel tabernacolo e ritirarsi in sacrestia.
I crociferi possono venire incaricati di portare la croce anche nel corso di processioni esterne.